# STMicroelectronics
STMicroelectronics (Euronext: STM) és una empresa multinacional italofrancesa del sector electrònic. Concretament es dedica al disseny i fabricació de semiconductors. ST té la seu a Ginebra, Suïssa i fou fundada l'any 1957.

## Història
- STMicroelectronics va ser formada l'any 1987 com a fusió de l'empresa italiana SGS i la francesa Thomson.
- L'empresa francesa Thomson vase creada l'any 1982 pelgovern francès.
- L'empresa italiana SGS es va origina de la fusió de dues empreses l'any 1972 (ATES creada el 1961 i SGS creada el 1957 per Adriano Olivetti).
- Adquisicions: Inmos (1989), Nortel (1994), Alcatel Micro (2002), Genesis Micro (2007).
- El 2007, ST ocupava el lloc 5 en el rànquing electrònic.[2]

## R&D i fàbriques
ST com a empresa no fabless té les següents instal·lacions més importants:
- Grenoble, França: centre R&D més important
- Rousset, França: fàbrica i centre de R&D
- Tours, França: fàbrica i centre de R&D
- Milà, Itàlia: fàbrica i centre de R&D
- Catània, Itàlia: fàbrica i centre de R&D
- Kirkop, Malta: fàbrica
- Ang Mo Kio, Singapur: fàbrica
- Tunis, Tunísia: suport

## Productes
- Sectors: aeroespacial, automotriu, industrial i consum
- Família de productes: microprocessadors, IC analògics i digital, sensors, components discrets, memòries, electrònica de potència, IC sense fils.